# Tetramorium gabonense
Tetramorium gabonense är en myrart som först beskrevs av Andre 1892.  Tetramorium gabonense ingår i släktet Tetramorium och familjen myror. Inga underarter finns listade i Catalogue of Life.